# Ashland (New Hampshire)
Ashland – miasto w Stanach Zjednoczonych, w stanie New Hampshire, w hrabstwie Grafton.